# Họ Bạch hoa
Họ Bạch hoa hay họ Cáp hoặc họ Bún (danh pháp khoa học: Capparaceae), theo định nghĩa truyền thống là một họ của thực vật có hoa chứa khoảng 25-28 chi và khoảng 650-700 loài cây một năm hay cây lâu năm, bao gồm từ cây thân thảo tới cây bụi hay cây thân gỗ, đôi khi có dạng leo, bò nhưng ít thấy dạng dây leo, phân bổ khắp thế giới. Họ này (đôi khi còn viết là "Capparidaceae") được đặt tên theo chi điển hình là chi Bạch hoa (Capparis).
Họ Capparaceae đã từ lâu được coi là có quan hệ họ hàng gần gũi với họ Cải (Brassicaceae) ở chỗ cả hai nhóm thực vật này đều sinh ra các hợp chất glucosinolat (tinh dầu cải). Nghiên cứu gần đây đã chứng minh rằng Capparaceae theo định nghĩa truyền thống là một nhóm đa ngành đối với họ Cải, với chi Cleome và một vài chi có liên quan khác có lẽ có quan hệ họ hàng gần với họ Cải hơn là đối với họ Bạch hoa. Do điều này, cả hai họ này được kết hợp lại dưới tên gọi của họ Cải trong hệ thống APG II, tuy nhiên, nó lại được công nhận bởi một số tác giả, như Kers trong Kubitzki 2003, Takhtadjan 1997, Shipunov 2005, và ngay trong cả phiên bản gần đây trên website của APG
Các phân loại khác gần đây vẫn tiếp tục công nhận họ Capparaceae, nhưng với định nghĩa hạn hẹp hơn, hoặc là bao gồm Cleome cùng các họ hàng của nó trong một họ riêng là họ Màng màng (Cleomaceae), hoặc là đưa các chi đó vào họ Brassicaceae. Một vài chi khác của họ Capparaceae truyền thống là có quan hệ họ hàng gần gũi hơn với các thành viên khác của bộ Cải (Brassicales), và quan hệ của một vài chi khác hiện vẫn chưa giải quyết xong

## Các chi
Các chi liệt kê dưới đây có trong hệ thống Kubitzki
- Apophyllum F.Muell.
- Atamisquea Miers ex Hook. & Arn.: GRIN liệt kê như là từ đồng nghĩa của chi Capparis.
- Bachmannia Pax
- Belencita H.Karst. (bao gồm cả Stuebelia)
- Boscia Lam. (bao gồm cả Meeboldia, Podoria)
- Buchholzia Engl.
- Cadaba Forssk.
- Capparis L. (bao gồm cả Atamisquea, Beautempsia, Breynia, Linnaeobreynia, Pseudocroton, Sodada): Bạch hoa hay cáp
- Cladostemon A.Braun & Vatke
- Crateva L.: Bún, ngư mộc
- Cristatella Nutt.: GRIN xếp trong họ Cleomaceae như là từ đồng nghĩa của Polanisia Raf.
- Dhofaria A.G.Mill.
- Dipterygium Decne. (bao gồm cả Pteroloma)
- Euadenia Oliv. (bao gồm cả Pteropetalum)
- Isomeris Nutt.: GRIN xếp trong họ Cleomaceae như là từ đồng nghĩa của Cleome L.
- Maerua Forssk. (bao gồm cả Courbonia, Hypselandra, Niebuhria): Chan chan, thạch long, nanh heo
- Morisonia L.
- Puccionia Chiov.
- Ritchiea R.Br. ex G.Don
- Steriphoma Spreng. (bao gồm cả Stephania)
- Thilachium Lour. (bao gồm cả Thylachium)

GRIN còn liệt kê 12 chi sau đây, có thể coi là độc lập hay một phần của chi Capparis.
- Anisocapparis Cornejo & H. H. Iltis
- Calanthea (DC.) Miers
- Capparicordis H. H. Iltis & Cornejo
- Capparidastrum Hutch.
- Colicodendron Mart.
- Cynophalla J. Presl
- Hispaniolanthus Cornejo & H. H. Iltis
- Mesocapparis (Eichler) Cornejo & H. H. Iltis
- Monilicarpa Cornejo & H. H. Iltis
- Neocalyptrocalyx Hutch.
- Quadrella J. Presl
- Sarcotoxicum Cornejo & H. H. Iltis

Các chi dưới đây có liệt kê trong GRIN, nhưng có lẽ không thuộc họ này.
- Borthwickia W. W. Smith
- Neothorelia Gagnep.
- Poilanedora Gagnep.

## Bị loại ra
- Các chi có trong hệ thống Kubitzki, nhưng đã chuyển sang họ Cleomaceae[6] và các họ khác.
  - Cleome L.: Sang họ Cleomaceae.
  - Cleomella DC.: Sang họ Cleomaceae.
  - Dactylaena Schrad. ex Schult.f.: Sang họ Cleomaceae.
  - Forchhammeria Liebm.: Sang họ Stixaceae.
  - Haptocarpum Ule: Sang họ Cleomaceae.
  - Koeberlinia Zucc.: Sang họ Koeberliniaceae.
  - Oceanopapaver Guillaumin: Sang họ Malvaceae nghĩa rộng (sensu lato), phân họ Grewioideae hay Tiliaceae, như là từ đồng nghĩa của Corchorus L.
  - Oxystylis Torr. & Frem.: Sang họ Cleomaceae.
  - Pentadiplandra Baill.: Sang họ Pentadiplandraceae
  - Physena Noronha ex Thouars: Sang họ Physenaceae.
  - Podandrogyne Ducke: Sang họ Cleomaceae.
  - Polanisia Raf. (không liệt kê trong hệ thống Kubitzki): Sang họ Cleomaceae.
  - Stixis Lour.: Sang họ Stixaceae.
  - Tirania Pierre:: Sang họ Stixaceae.
  - Wislizenia Engelm.: Sang họ Cleomaceae.
- Các chi có thể là dạng bạch hoa, nhưng không thích hợp trong họ Capparaceae
  - Neothorelia Gagnep.
- Các chi với miêu tả không đầy đủ, nhưng các miêu tả đã có cho thấy chúng không thuộc về họ Capparaceae
  - Borthwickia W.W.Sm.
  - Keithia Spreng.
  - Poilanedora Gagnep.
- Các chi không có trong Kubitzki, nhưng thông thường được coi là thuộc về họ Capparaceae
  - Buhsia Bunge
  - Niebuhria DC.